# 哈米什·克尔
哈米什·克尔（英語：Hamish Kerr，1996年8月17日—），新西兰男子田径运动员。他曾代表新西兰参加2022年英联邦运动会田径比赛，获得一枚金牌。他也曾参加2020年夏季奥林匹克运动会。